# Wrld on Drugs
Wrld on Drugs (a veces estilizado como Future & Juice WRLD Present... WRLD ON DRUGS) es el mixtape colaborativo de los raperos estadounidenses Future y Juice Wrld, lanzado el 19 de octubre de 2018 por Epic Records, Freebandz, Grade A e Interscope Records después de ser anunciado originalmente el 17 de octubre de 2018.
El sencillo principal "Fine China" fue lanzado el 15 de octubre de 2018. Cuenta con artistas como Young Scooter, Young Thug, Lil Wayne, Yung Bans, Gunna y Nicki Minaj.

## Lista de canciones
| N.º | Título                                                  | Producer(s)     | Duración |  |
| 1.  | «Jet Lag» (con Young Scooter)                           | Andrew Watt     | 4:31     |  |
| 2.  | «Astronauts»                                            | Wheezy          | 2:49     |  |
| 3.  | «Fine China»                                            | Wheezy          | 2:21     |  |
| 4.  | «Red Bentley» (con Young Thug)                          | Murda Beatz     | 3:27     |  |
| 5.  | «Make It Back» (interpretado por Juice Wrld)            | Wheezy          | 1:42     |  |
| 6.  | «Oxy» (interpretado por Future con Lil Wayne)           | Richie Souf     | 3:00     |  |
| 7.  | «7AM Freestyle»                                         | Wheezy          | 3:12     |  |
| 8.  | «Different» (con Yung Bans)                             | Wheezy          | 2:31     |  |
| 9.  | «Shorty»                                                | Wheezy          | 2:01     |  |
| 10. | «Realer N Realer»                                       | Wheezy          | 2:50     |  |
| 11. | «No Issues»                                             | Wheezy          | 3:04     |  |
| 12. | «WRLD On Drugs»                                         | Oogie Mane      | 3:37     |  |
| 13. | «Afterlife» (interpretado por Future)                   | Wheezy          | 3:34     |  |
| 14. | «Ain't Livin' Right» (con Gunna)                        | Trell Got Wings | 3:50     |  |
| 15. | «Transformer» (interpretado por Future con Nicki Minaj) | ATL Jacob       | 3:16     |  |
| 16. | «Hard Work Pays Off»                                    | Watt            | 3:44     |  |

## Posicionamiento en listra
| Lista (2018–19)                         | Posiciones |
| --------------------------------------- | ---------- |
| Alemania (Media Control Charts)         | 87         |
| Australia (ARIA)                        | 28         |
| Austria (Ö3 Austria)                    | 44         |
| Bélgica (Ultratop flamenca)             | 34         |
| Bélgica (Ultratop valona)               | 133        |
| Canadá (Billboard Canadian Albums)      | 5          |
| Dinamarca (Hitlisten)                   | 18         |
| Países Bajos (Album Top 100)            | 12         |
| Finlandia (Suomen Virallinen Lista)     | 36         |
| Irlanda (IRMA)                          | 24         |
| Italia (FIMI)                           | 86         |
| Nueva Zelanda (Recorded Music NZ)       | 28         |
| Noruega (VG-lista)                      | 11         |
| Suecia (Sverigetopplistan)              | 17         |
| Suiza (Schweizer Hitparade)             | 54         |
| Reino Unido (UK Albums Chart)           | 23         |
| US Billboard 200                        | 2          |
| Estados Unidos (Top R&B/Hip-Hop Albums) | 1          |